# 艾森卡珀尔-韦拉赫
艾森卡珀尔-韦拉赫是奥地利克恩顿州弗尔克马克特县的一个市镇。总面积199.12平方公里，总人口2549人，人口密度12.8人/平方公里（2005年）。